# Répartiteur de frais de chauffage

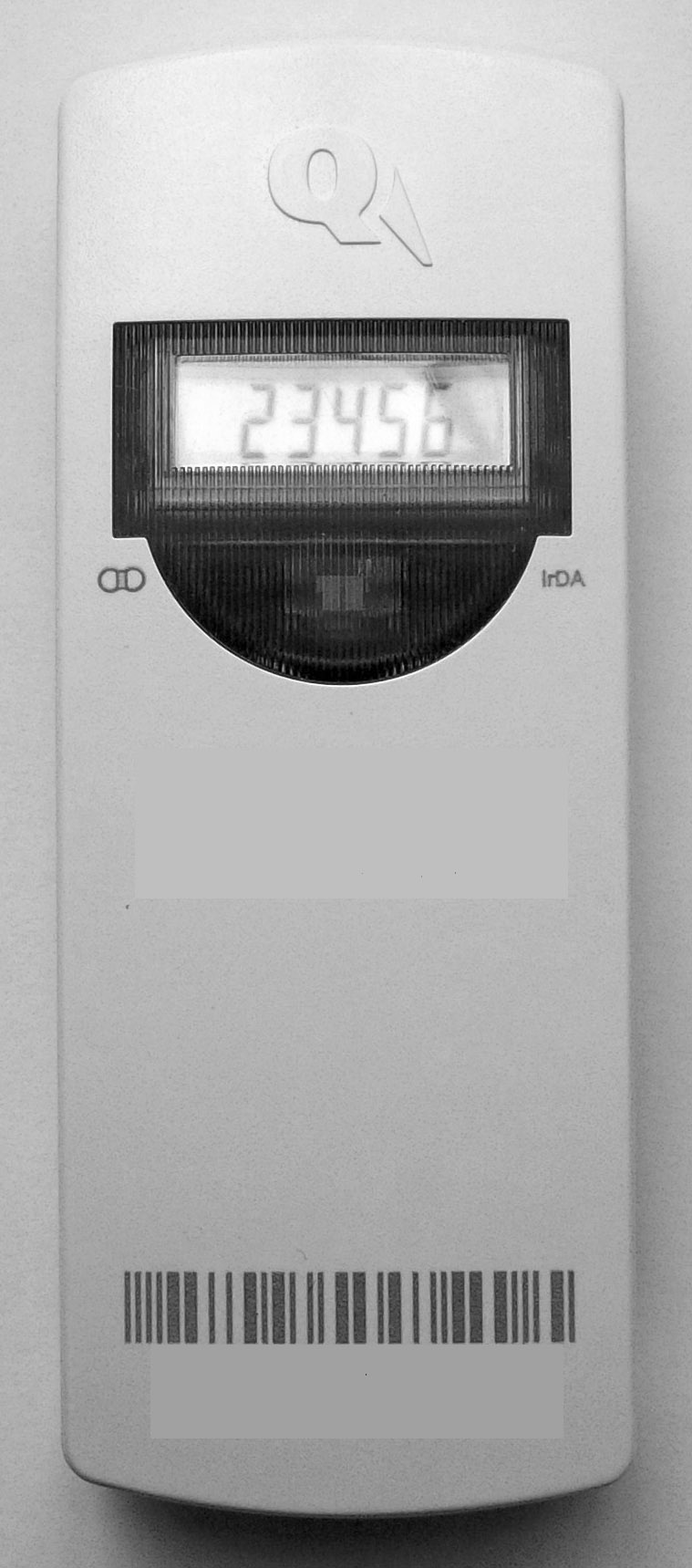
Répartiteur de frais de chauffage électronique.

Un répartiteur de frais de chauffage (RFC)  est un appareil fixé sur des radiateurs qui donne une clé de répartition des frais à partager sur la base d'algorithmes sans pour autant mesurer physiquement la consommation d'énergie (kWh). Il indique uniquement des valeurs d'affichage et de consommation sans dimension et sans unité physique. Ces valeurs sans unité peuvent être indiquées avec des traits ou des rangées de chiffres. Elles n'ont d'autres usage que de servir de paramètre à des formules de calcul. Contrairement à un compteur de type compteur de chaleur, il intègre dans le temps la différence de température entre un point de surface du radiateur émetteur et la température ambiante de la pièce. Les répartiteurs de frais de chauffage peuvent être essentiellement aujourd'hui :
- électroniques avec une ou deux sondes de température[2] et un microcontrôleur qui génère des index. Ces index sont générés en fonction de l'émission de chaleur du radiateur[3].
- évaporatifs, où l'évaporation lente d'un liquide spécifique dans des tubes gradués reflète l'émission de chaleur du radiateur. La technologie "évaporative" est progressivement délaissée au profit des RFC électroniques car elle dispense, pour les versions radio, de pénétrer dans les appartements pour la relève des index.

Ce sujet provoque une controverse et est critiqué par l'une des plus importantes associations françaises de consommateurs et d'usagers, la Consommation Logement Cadre de vie plus connue sous l'acronyme CLCV.
En Belgique, le répartiteur de frais de chauffage est parfois appelé un calorimètre, par métonymie du Calorimètre. Bien évidemment, le répartiteur de frais de chauffage n'est pas au sens propre un calorimètre, puisque ce n'est pas un appareil de mesure.
La ministre de l’Environnement, Ségolène Royal, a refusé l’idée d’un moratoire.

## Historique
- 1916 : les premiers répartiteurs de frais de chauffage ont été développés après la Première Guerre mondiale au Danemark par l’ingénieur Viggo Petersen sur la base des premiers compteurs de courant continu électrolytiques à mercure construits par la société « The Reason Manufacturing Company basée à Brighton, Royaume-Uni. Son brevet DK21923 du 15 février 1916 consistait à coupler plusieurs éléments thermoélectriques en série au compteur de courant. C’est en Allemagne, le 16 avril 1919, que l’inventeur Max Gehre dépose le brevet DE333452 qui propose la mesure de chaleur par évaporation du liquide contenu dans une ampoule. Ceci va être à la base du développement des « RFC évaporatifs ».
- Années 1920 : ce brevet inspire les inventeurs Danois Odin Thorvald Clorius ou Oscar Constantin Brun[7] dans les années 1930. Ce concept allait être amélioré pendant de nombreuses années jusqu’à aujourd’hui ou les RFC évaporatifs sont toujours installés.
- 1981 : le premier décret sur les répartiteurs de frais de chauffage apparait en Allemagne[8]. Le but de ce décret n'est pas de répartir équitablement les couts de chauffage, mais de réduire la consommation d'énergie[8].
- 1983 : en mars, grâce à la maîtrise du quartz pour ses pendules de nouvelle génération, Kundo dépose un des premiers brevets pour des répartiteurs de frais de chaleur "électrique"[9].
- Vers 1985 : les répartiteurs de frais de chaleur disposant d'une horloge à quartz apparaissent.
- 1993 : la société Kieninger & Obergfell (Kundo puis Qundis)[10] propose le premier répartiteur de frais de chauffage électronique intégrant un module radio pour la transmission des données[11].
- 1994 : la norme européenne EN834[12] est publiée.
- 2002 : un principe de certification est retenu[13].

## Réglementation
La conception et le fonctionnement des répartiteurs de frais de chauffage sont encadrés par deux normes :
- RFC évaporatifs : NF EN 835 décembre 1995 : Répartiteurs de frais de chauffage pour enregistrer les valeurs de consommation de surfaces de corps de chauffe - Appareils sans alimentation en énergie électrique en vertu du principe d'évaporation[14]
- RFC électroniques : NF EN 834 septembre 2013 : Répartiteurs de frais de chauffage pour déterminer la consommation des corps de chauffe - Appareils dotés d'une alimentation en énergie électrique - Répartiteurs de frais de chauffage pour enregistrer les valeurs de consommation de surfaces de corps de chauffe[15].

En France, un EPIC, le Laboratoire national de métrologie et d'essais (LNE) atteste de la conformité des répartiteurs de frais de chauffage aux normes en vigueur en délivrant un certificat d'examen de type. Un marquage spécifique indiquant le nom du constructeur, l'année de fabrication et le numéro du certificat doit alors être apposé sur le répartiteur de frais de chauffage. Les certificats d'examen de type sont disponibles sur le site du LNE.

## Principe de fonctionnement
Alors que dans les réseaux de chauffage horizontaux, la chaleur fournie peut être mesurée précisément à l'aide de compteurs de chaleur, ceci n'est pas possible dans des réseaux verticaux.  L'alternative consiste à approcher l'énergie distribuée en supposant qu'elle est représentée par une différence de température entre le chauffage et la pièce chauffée, les appartements où la différence de température est la plus grande seront considérés comme plus gros consommateurs. Dans ce schéma, le répartiteur de frais de chauffage mesure la différence moyenne de température entre le chauffage et la pièce chauffée.
Un compteur de chaleur mesure la différence de température du fluide de chauffage (généralement de l'eau) entre l'entrée du dispositif de chauffage et sa sortie, ainsi que le débit du fluide. La chaleur fournie est alors théoriquement le produit de cette différence de température, de la capacité de chauffage du fluide, et du débit de fluide. Le mesure de la température en particulier avec des capteurs électroniques et la mesure du débit sont assez difficiles. De ce fait, des erreurs de mesure de température de 2 % à 5 % sont considérées comme bonnes ou presque bonnes.
Un répartiteur de frais de chauffage (RFC) a pour mission de répartir la mesure de quantité de chaleur transmise à un ensemble de surfaces radiantes (les radiateurs). Comme il s'agit de répartir une quantité d'énergie globale délivrée, l'ensemble des émetteurs (radiateurs) du système doit être intégré dans le calcul et doit en conséquence être équipé d'un RFC. Toutefois, dans certains cas, les tuyaux peuvent chauffer sans que ce chauffage ne puisse être comptabilisé.
Un RFC ne peut mesurer le débit de fluide, ni le transfert effectif de chaleur. L'énergie transmise à l'air ambiant par le caloporteur (eau chaude produite par la chaudière) influence directement la température de surface du radiateur. Cette température de surface varie aussi selon le type de radiateur et la température de la pièce. L'index de répartition donné par un RFC est dérivé de la différence entre la température en un point central du dispositif de chauffage (le radiateur) et la température de la pièce, combinée à des paramètres fixés lors de l'installation[citation nécessaire]. Ces paramètres prennent en compte les caractéristiques du radiateur et les spécificités de son environnement (proximité et type de parois, caches-radiateurs, etc.).
La mesure consiste à relever à intervalles réguliers et rapprochés la différence de température entre la surface du radiateur (en un point précis et normé sur les radiateurs) et la température ambiante effective (modèle bi-sondes).
La somme de ces différences de température dans le temps (l'intégrale) permet de générer un index traduisant de manière précise l'émission de chaleur de la surface radiante concernée en fonction de la température de la pièce. Il est à noter qu'un compteur d'énergie thermique intègre lui aussi dans le temps une différence de température, mais il s'agit d'une différence de température du fluide calporteur avant/après le dispositif de chauffage. Il intègre aussi le débit du caloporteur mesuré à intervalles réguliers.
La quantité de chaleur émise est aussi fonction de paramètres propres à l'émetteur (radiateur) et qu'il conviendra d'indiquer :
- la puissance du radiateur dans des conditions normées (La marque NF Radiateurs certifie les performances énergétiques des produits selon les normes européennes applicables mais il existe de nombreuses sources pour ces informations)
- la typologie du radiateur aura une influence sur la mesure restituée. Les constructeurs de RFC en association avec des laboratoires indépendants fournissent des coefficients qui reflètent le comportement du couple radiateur-RFC dans des conditions normées mais néanmoins forcément spécifiques à chaque constructeur[citation nécessaire]. L'intégration de ces coefficients est impérative sur un parc de radiateurs hétérogène.

Les répartiteurs de frais de chauffage sont des dispositifs de comptage sophistiqués et précis. Loin d'être de simples « sondes de température », ces dispositifs mesurent et intègrent à intervalle réguliers l'évolution dans le temps des températures et détectent aussi les possibles anomalies ou tentatives de fraude afin d'exclure de la mesure des conditions climatiques extrêmes qui pourraient fausser les résultats. [citation nécessaire]

### Calculs
La mise en œuvre des RFC exige par conséquent, comme pour tout dispositif de comptage, le respect des règles de l'art et des préconisations constructeur.
Des mesures comparatives (RFC vs compteurs d’énergie thermique) effectuées en laboratoire en 2004 par le premier fournisseur français de gaz ont conclu que l'écart de mesure entre les deux technologies était inférieur au % d'erreur maximal autorisé sur les compteurs d'énergie thermique utilisés lors de l'essai. [citation nécessaire]
Les mesures sont multipliées par deux coefficients: le coefficient KC est le coefficient of the association between the radiator and the heat cost allocator alors que le coefficient KQ est le coefficient of the radiator’s power:
- Le coefficient KC est fourni par des laboratoires considérés comme indépendants l'un de l'autre (avec plus de vingt années d'expérience) dans le calcul de coefficient KCpour le modèle HCA. Ces laboratoires sont HLK Stuttgart, wti mannheim, LNE le progrès une passion à partager.
- Le coefficient KQ est donné par le fabricant du radiateur et normalisé[12].

### Facteurs de correction
Traditionnellement, par souci d'équité, les frais de chauffage sont répartis selon la surface chauffée, ce qui peut conduire les personnes les moins bien exposées à payer autant mais à avoir plus froid.
Le répartiteur de frais de chauffage ne prend en compte que la différence de température sans connaître les caractéristiques des logements. De ce fait, les frais de chauffage doivent être individualisés en prenant en compte les facteurs de correction, sans quoi les personnes les moins bien exposées non seulement auraient plus froid, mais devraient aussi payer plus,.
Pour avoir un juste décompte individuel des frais de chauffage, deux facteurs de correction doivent être correctement calculés: la compensation selon l’exposition, et la Consommation forcée liée à l’exposition,
Un appartement tourné vers l’extérieur nécessite plus de chaleur qu’un appartement tourné vers l’intérieur pour le même confort de chaleur, par exemple un appartement situé dans l'angle aura deux cloisons, là où un appartement situé en façade n'en aura qu'une, pour une superficie identique. Cette différence de configuration nécessite donc une compensation selon l’exposition,. Dans un jargon plus abscons, on parle de situations thermiquement défavorables.
La chaleur est apportée d'une part par le radiateur et d'autre part par les tuyaux du radiateur. Toutefois, les répartiteurs sont limités et ne peuvent qu'estimer la chaleur apportée par le chauffage. La chaleur transmise par les tuyaux doit être comptée séparément, car elle ne peut pas être réglée. On parle alors de consommation forcée liée à l’exposition,.
Ces facteurs de correction ont pour objectif « Les mêmes coûts par m2  de surface chauffée pour un même comportement énergétique ».
En France, ces facteurs de corrections sont limités à 30 % et sont appelés des facteurs de pondération. Ils sont votés selon le principe de majorité de l'article 25.
En France, la consommation forcée liée à l’exposition est appelée frais communs de combustible, elle est également votée selon le principe de majorité de l'article 25.

### Autres imprécisions
Le répartiteur de frais de chauffage est moins précis qu'un compteur de chauffage.
L'erreur d'imprécision est estimée entre 60 et 70 € pour un répartiteur de frais de chauffage contre 114 € à 325 € pour un compteur de durée de chauffage, en ne prenant en compte que les seuls paramètres de l'équation de calcul. Les autres sources d'erreur, comme l'épaisseur de peinture sur le radiateur, ou l'embouage du radiateur ne font qu'augmenter cette erreur.

### Autres erreurs de mesure
Avec le bureau d'étude indépendant Enertech, l'Association des responsables de copropriété (ARC) a établi que d'autres erreurs de mesure peuvent exister :
- certaines erreurs conduisent à une surestimation et donc une surfacturation de la consommation, notamment, une mauvaise estimation des températures, un mauvais positionnement sur le radiateur, une mauvaise identification du radiateur par le prestataire[23],[24]
- certaines erreurs conduisent à une sous-estimation et donc une sous-facturation de la consommation, notamment par la présence d'une autre source de chaleur à proximité ou d'un simple vêtement posé sur le répartiteur[23],[24]

Les erreurs de facturation liées à ces mauvaises estimations peuvent varier entre -29 % et +68 % d'après l'ARC, et entre -20% et +80%, d'après Que Choisir.
Enertech évalue la surestimation des consommations des RFC entre 69% et 86 %.

### Pose
Il existe différentes techniques de montage des répartiteurs sur les éléments de chauffe :
- par vissage contre cornière
- sur gougeons soudés
- sur étrier (plus rare)
- par vissage auto-perceuse (plus rare).

La position du répartiteur vis-à-vis de la hauteur et longueur du radiateur et du sens de circulation du fluide dans l’élément de chauffe varie. (Le répartiteur est couramment placé à 50 % de la longueur, à 50 % ou 75 % de la hauteur et fait 2 à 3 cm de profondeur).
Les consignes de pose dépendent du modèle de radiateur, sont définies par le fabricant du répartiteur et doivent être respectées pour assurer une bonne mesure.

## Législation européenne relative à la mise en place de l'individualisation des frais de chauffage
L'individualisation des frais de chauffage est prévue par la directive 2012/27/UE transposée dans différents États membres.
La directive 2012/27/UE prévoit des audits énergétiques et systèmes de management de l'énergie (article 8), des relevés (article 9), des informations relatives à la facturation (article 10) et le coût de l'accès aux relevés et aux informations relatives à la facturation (article 11).
Toutefois, comme toutes les directives cette directive n'est pas applicable en droit national: seule une loi nationale peut l'être.
La directive européenne EED n'a pas été transposée identiquement dans tous les pays:*
- En France et au Royaume-Uni, la directive a été transposée strictement
- En Suède et en Finlande, la transposition est liée à une évaluation de la rentabilité
- L'Allemagne a été en avance, mais certaines exigences peuvent manquer
- La Grèce a reporté la transposition

Au Royaume-Uni, la directive est transposée en novembre 2014, dans les The Heat Network (Metering and Billing) Regulations, 2014 No. 3120. ENERGY.
La directive 2012/27/UE rend obligatoire pour fin décembre 2016 la répartition des frais de chauffage pour tous les logements équipés de chauffage collectif (articles 9 §3 et 13). Elle demande également aux États membres de prévoir une sanction en cas de non-application. La transposition de la directive sur l’efficacité énergétique a posé de grandes difficultés dans l’ensemble de l’Union, puisque aucun État membre, à l’exception de Malte, ne l’avait transposée en totalité avant le 5 juin 2014, date limite fixée par le Commission européenne. L’UE a pourtant fait de cette directive sur l’efficacité énergétique un outil essentiel pour parvenir à l’objectif de réduire de 20 % sa consommation annuelle d’énergie primaire d’ici 2020. « Elle prévoit, à cet effet, un ensemble de mesures contraignantes pour pousser les États membres à intensifier leurs efforts en vue d’une utilisation plus efficace de l’énergie à tous les stades de la chaîne énergétique, depuis la transformation et la distribution jusqu’à la consommation finale », a rappelé la Commission européenne.
Toutefois, comme toutes les directives cette directive n'est pas applicable en droit national: seule une loi nationale peut l'être.

### Finlande
En Finlande, l'individualisation des frais n'est pas obligatoire.
Le principe retenu est celui des compteurs individuels des temps de chauffage pour le chauffage du district et le gaz naturel lorsque c'est techniquement faisable et rentable, notamment à l'occasion d'un remplacement, d'une nouvelle construction ou d'une rénovation majeure.
Des compteurs de chaleur sont utilisés à des points d'interconnexions entre plusieurs propriétés (réseau de chaleur).
En Finlande, le coût des compteurs d'énergie sont si élevés que dans 99 % des cas, des compteurs individuels ou des répartiteurs de frais de chauffage sont si couteux qu'ils ne sont pas rentables: pour les rentabiliser, il faudrait baisser la température de 4 °C, ce qui n'est pas faisable

### Lois françaises
La loi française indique que le syndic inscrit à l'ordre du jour de l'assemblée générale la question des travaux permettant de munir l'installation de chauffage d'un tel dispositif d'individualisation, ainsi que la présentation des devis élaborés à cet effet, que le vote se fait à la majorité simple dite de l'article 24, le syndic a l'obligation de faire réaliser des devis, et le syndicat des copropriétaires peut par son vote refuser de voter les travaux. En effet, la loi française ne définit aucune sanction financière au détriment des copropriétés qui ne voteraient pas de tels travaux, contrairement à la directive européenne qui impose aux États membres de définir des sanctions effectives, proportionnées et dissuasives.
Ces textes sont donc polémiques quant à leur interprétation.

#### Textes
- La loi relative à la transition énergétique pour une croissance verte :
  - C’est finalement le 30 juillet 2014 que la France a présenté son projet de loi relatif à la transition énergétique pour la croissance verte transposant la directive européenne 2012/27/UE. Une série de mesures visant à répondre aux engagements pris par la Commission européenne deux ans plus tôt ont alors été proposées, dont la mise en place de répartiteurs de frais de chauffage. Après plusieurs mois de débats et un long parcours législatif, la loi a finalement été votée dans sa version définitive le 22 juillet 2015. Et définitivement promulguée le 17 août 2015.
  - C’est l’article 26 de la loi de transition énergétique pour une croissance verte qui régit la disposition concernant les répartiteurs de chauffage et impose aux copropriétés équipées d’un chauffage collectif de s’équiper, lorsque cela est possible, de ces répartiteurs[30].
- Décret no 2016-710 du 30 mai 2016 relatif à la détermination individuelle de la quantité de chaleur consommée et à la répartition des frais de chauffage dans les immeubles collectif (NOR : LHAL1530905D).
- Arrêté du 30 mai 2016 relatif à la répartition des frais de chauffage dans les immeubles collectifs (NOR : LHAL1602133A).
- Le décret 2019-496 du 22 mai 2019, rend obligatoire en habitat collectif l'individualisation des frais  de chauffage[32],[33].

#### Interprétation
La loi présente certaines ambiguïtés qui sont sujettes à interprétations.
La loi demandant une « mesure permettant de déterminer la quantité de chaleur fournie à chaque local », certains collectifs arguent que seuls les compteurs d’énergie thermique sont aptes à faire cette mesure et que les répartiteurs de frais de chauffage ne mesurant qu'une température n'en sont pas capables.
D'autres groupes considèrent qu'une argumentation doit s’appuyer sur une étude ou comparatif alors que plus de 150 millions de répartiteurs de frais de chauffage sont aujourd'hui déployés avec succès en Europe conformément à la directive européenne 2012/27/UE.[réf. nécessaire]
La nouvelle mouture de la réglementation datant du 30 mai 2016 a supprimé la référence aux répartiteurs de chaleur qui existait dans la version précédente datant de 2012, ne laissant subsister que « la mesure permettant de déterminer la quantité de chaleur fournie à chaque local », les autorités n'ont ni expliqué ni justifié cette suppression qui n'est pas anodine.
En ce qui concerne la détermination de la chaleur fournie, il ne peut y avoir d’ambiguïté, cette notion étant une notion de thermodynamique bien connue dont le résultat doit être exprimé en joules ou autre unité équivalente, les répartiteurs de chaleur construits selon la norme EN 834 et sous laquelle ils sont approuvés ne peuvent fournir un résultat en joules. C'est donc du côté des autorités que l'on trouve un manque d'éléments d'appréciation ou d'argumentaire.

#### Projets de loi
Le projet de loi vise un nouveau décret.

## Impacts environnementaux
L’individualisation des frais de chauffage vise à une responsabilisation des occupants à leurs consommations. Le but de ses répartiteurs serait de permettre aux propriétaires de faire prendre conscience aux occupants des conséquences de leurs actions sur la consommation d'énergie de chauffe, via la facture énergétique. Une étude expérimentale relative à l’installation d’appareils de mesure dans plusieurs immeubles copilotée par l'ADEME et le Syndicat de la Mesure conclut à un gain moyen de 15 % sur la facture[Quoi ?]. Le choix qui a été retenu pour l’élaboration de la réglementation a été celui de la prudence en considérant un gain de 10 %. Cette étude menée par les industriels de la mesure et limitée à 5 bâtiments et à 270 logements est unique.
En son temps cette étude unique avait été contestée par l'ARC, car 40% des bâtiments avaient une consommation supérieure à la suite de la pose des répartiteurs.
D'un point de vue environnemental, ce dispositif vise à permettre en réduisant les consommations énergétiques, de diminuer les émissions de gaz à effet de serre. 
Toutefois, d'après l'Union fédérale des consommateurs-Que Choisir, en créant des inégalités parmi les copropriétaires cela peut en dissuader certains de voter des travaux de rénovation basse consommation promus par la loi.
Pour les professionnels, seule une meilleure isolation permet de réduire la facture, et les répartiteurs de frais de chauffage sont d'une utilité non prouvée.

## Impact économique
Avec les répartiteur de frais de chauffage, le calcul de la répartition n'est plus effectué par le syndic, mais par la société de service qui facture la prestation.
L’individualisation est supposée permettre une réduction des coûts mais peut aussi entraîner des coûts supplémentaires pour l’installation et la gestion des appareils de mesure.
En date du 17 février 2016, la loi relative à la transition énergétique oblige le syndic d'une copropriété à mettre à l'ordre du jour de l'assemblée générale la question des travaux d'« individualisation des frais de chauffage ». Cette loi oblige également pour ces bâtiments dotés d'un chauffage collectif, la création d'une installation permettant de déterminer la quantité de chaleur et d'eau chaude fournie à chaque local occupé à titre privatif.
Pour la Confédération syndicale des familles (CSF), cette mesure entraîne des risques d’iniquité.
Pour cette indication, cette loi porte « une mesure de principe qui coûtera cher aux locataires ». De leur côté, les bailleurs sociaux réunis au sein de l'USH et l'Association des responsables de copropriété (ARC) ont considéré en décembre 2015 que l'individualisation des frais de chauffage est à la fois « inutile et coûteuse » aussi bien pour les locataires que les propriétaires.
En théorie, l'individualisation des frais de chauffage ne porterait que sur une partie des frais de chauffage : les frais de maintenance et de réparation ne doivent pas être «individualisés» de même que la part de combustible qui produit l’eau chaude sanitaire. Seuls 70 % du combustible utilisé pour chauffer sont concernés.
En pratique, l'individualisation des frais chauffage pourrait ajouter au coût du chauffage un surcoût de 50 à 70 € lié aux services de comptage et de relève des compteurs. Les experts de la Direction de l’habitat considèrent que cette opération n'est pas rentable au cours des dix premières années. Cette loi est issue de la volonté du lobbying du Syndicat de la mesure qui promet 20 % d’économies,.
Les organisations d'habitations à loyer modéré s'y opposent de manière à ne pas renchérir les frais de logement.
L'Union sociale pour l'habitat ainsi que l'Association des responsables de copropriété (Arc) ont critiqué une mesure jugée «inutile et coûteuse pour les locataires et les propriétaires».
Cette loi doit concerner 1,3 million de ménages en HLM et 2,3 millions de ménages en copropriété.
Cette disposition coûtera 670 millions d'euros dans le logement social qui ne seront pas investis dans la rénovation énergétique,,,,
Cette disposition coûtera 1,76 milliard d'euros aux copropriétaires.
Pour la FNAIM, syndicat des syndics de copropriété, et son président Jean-François Buet, l'individualisation des frais de chauffage permet d'une part d'être subventionné à hauteur de 30 % par le crédit d'impôt pour la transition énergétique (CITE) (bien que minimes par rapport aux coûts réels) et d'autre part de renforcer la place qu'ont les syndics professionnels dans le copropriété,.
L'individualisation des frais de chauffage devrait également induire des frais de désembouage ou d'équilibrage du réseau. Ces opérations d'entretien entrent néanmoins dans le cadre d'une maintenance classique et obligatoire et ne peuvent donc être considérées comme un surcoût induit par les RFC.
Par ailleurs pour les détracteurs du dispositif, l’efficacité des répartiteurs de frais de chaleur dépendra de diverses difficultés techniques embouage du radiateur; mauvaise installation du répartiteur; coefficient rectificatif erroné; « vol de calories » entre logements. Il est donc capital de faire appel à des prestataires de service expérimentés dans le domaine de la répartition des frais de chauffage afin de garantir une installation et une exploitation de qualité.
La notion de « vol de calories » consistant à tirer profit du chauffage des voisins pour limiter sa propre facture. Le maintien d'une température minimale dans les logements est possible avec certains robinets thermostatiques. Le « vol de calories » est ainsi minimisé.
De nombreux pays n'ont pas généralisé ce dispositif, mis à part l’Allemagne où siège la société Ista international leader dans le domaine de l'installation de répartiteurs de frais de chaleur.
Le taux d'équipement en répartiteurs de frais de chauffage du marché allemand et autrichien est proche de 100 %. Le Danemark approche un taux d'équipement de 80 %. La Russie, la Pologne, la Hongrie, la République tchèque, la Roumanie, l'Italie déploient de la même façon l'individualisation des frais de chauffage.
| Le graphique qui aurait dû être présenté ici ne peut pas être affiché car il utilise l'ancienne extension Graph, désactivée pour des questions de sécurité. Des indications pour créer un nouveau graphique avec la nouvelle extension Chart sont disponibles ici . |
| Source : Europe. |

| Le graphique qui aurait dû être présenté ici ne peut pas être affiché car il utilise l'ancienne extension Graph, désactivée pour des questions de sécurité. Des indications pour créer un nouveau graphique avec la nouvelle extension Chart sont disponibles ici . |
| Source : Europe. |

## Autres challenges
Le répartiteur de frais de chauffage peut introduire de nouveaux challenges: réduction de la ventilation, transfert de chaleur entre appartements, acceptation par le public du contrôle de la consommation par un tiers, notamment en Allemagne et en Autriche.